# Precision Graphics Markup Language
Precision Graphics Markup Language (PGML) ist eine XML-basierte Auszeichnungssprache (Mark-up Language) für zweidimensionale Vektorgrafiken. PGML wurde im April 1998 von Adobe, IBM, Netscape, und Sun beim W3C als Standard vorgeschlagen, hatte jedoch keinen Erfolg.
Der mit PGML konkurrierende Vorschlag für ein XML-basiertes Vectorgrafikformat war Vector Markup Language (VML). VML wurde im Mai 1998 von Autodesk, HP, Macromedia, Microsoft und der Visio Corporation beim W3C vorgeschlagen.
Später wurden PGML und VML vereinigt und verbessert, um daraus Scalable Vector Graphics (SVG) erschaffen, welches als Standard vom W3C verabschiedet wurde.